# James Spaulding
James Ralph Spaulding Jr. (nacido el 30 de julio de 1937)  es un saxofonista y flautista de jazz estadounidense. 
Nació en Indianápolis, Indiana y asistió a la Escuela de Música Cosmopolitan de Chicago.  Entre 1957 y 1961 fue miembro de la banda de Sun Ra.  En la década de 1960, trabajó como músico de estudio en Blue Note Records, grabando con Wayne Shorter, Horace Silver y Stanley Turrentine.  También fue miembro del quinteto de Freddie Hubbard y del World Saxophone Quartet. 
Continuó trabajando con algunos músicos post-bop como Max Roach, Randy Weston y Woody Shaw.  Bajo el liderazgo de Mercer Ellington, en la década de 1970, Spaulding tocó en la orquesta de Duke Ellington.  En la década de 1980, Spaulding trabajó con Ricky Ford y, como parte de un octeto, con David Murray. 

## Discografía

### Como líder
- 1976: James Spaulding Plays the Legacy of Duke Ellington (Storyville)
- 1988: Gotstabe a Better Way! (Muse)
- 1988: Brilliant Corners (Muse)
- 1991: Songs of Courage (Muse)
- 1993: Blues Nexus (Muse)
- 1997: The Smile of the Snake (HighNote)
- 1999: Escapade (HighNote)
- 2001: Blues Up & Over (Speetones)
- 2005: Round to It Vol. 2 (Speetones)
- 2006: Down With It (Marge)[4]

### Como acompañante
Con Luis Armstrong
- Louis Armstrong and His Friends (Flying Dutchman/Amsterdam, 1970)

Con Billy Bang
- Vietnam: Reflections (Justin Time, 2005)

Con Kenny Barrón
- Lucifer (Muse, 1975)

Con Art Blakey
- Golden Boy (Colpix, 1964)

Con Richard Davis
- Harvest (Muse, 1977 [1979])

Con Ricky Ford
- Loxodonta Africana (New World, 1977)
- Shorter Ideas (Muse, 1984)
- Looking Ahead (Muse, 1986)
- Saxotic Stomp (Muse, 1987)

Con Grant Green
- Solid (Blue Note, 1964)

Con Freddie Hubbard
- Hub-Tones (Blue Note, 1962)
- Breaking Point! (Blue Note, 1964)
- Blue Spirits (Blue Note, 1964)
- The Night of the Cookers (Blue Note, 1965)
- Backlash (Atlantic, 1967)
- High Blues Pressure (Atlantic, 1967)
- The Black Angel (Atlantic, 1969)

Con Bobby Hutcherson
- Components (Blue Note, 1965)
- Patterns (Blue Note, 1968)
- Ambos Mundos (Landmark, 1989)

Con Hank Mobley
- A Slice of the Top (Blue Note)
- Third Season (Blue Note)

Con Lee Morgan
- Standards (1967) (Blue Note)

Con David Murray
- Hope Scope (Black Saint, 1987)
- David Murray Big Band (DIW/Columbia, 1991)
- Picasso (1993)
- Dark Star: The Music of the Grateful Dead (1996)
- Octet Plays Trane (1999)

Con William Parker
- Wood Flute Songs (AUM Fidelity, 2013)

Con Duke Pearson
- Wahoo! (Blue Note 1964)
- Honeybuns (Atlantic 1965)
- Prairie Dog (Atlantic 1966)
- Sweet Honey Bee (Blue Note 1966)
- The right touch (Blue Note 1967)

Con Sam Rivers
- Dimensions &amp; Extensions (1967)

Con Max Roach
- Drums Unlimited (Atlantic, 1965)

Con Pharoah Sanders
- Karma (1969)

Con Woody Shaw
- Woody III (Columbia, 1979)
- For Sure! (Columbia, 1979)

Con Wayne Shorter
- The Soothsayer (Blue Note 1965)
- The All Seeing Eye (Blue Note 1965)
- Schizophrenia (Blue Note 1967)

Con Horacio Silver
- The Jody Grind (Blue Note 1966)

Con Sun Ra
- Visits Planet Earth (1957–1958)
- The Nubians of Plutonia (1958)
- Jazz in Silhouette (1959)
- Sound Sun Pleasure!! (1959)
- Somewhere Else (Rounder, 1988–89)
- Purple Night (A&M, 1990)

Con León Thomas
- Spirits Known and Unknown (Flying Dutchman, 1969)
- The Leon Thomas Album (Flying Dutchman, 1970)

Con Charles Tolliver
- The New Wave in Jazz (Impulse!, 1965)
- Impact (Strata-East, 1975)

Con Stanley Turrentine
- The Return of the Prodigal Son (1967)
- Rough n'Tumble (Blue Note 1966)
- The Spoiler (Blue Note 1967)

Con McCoy Tyner
- Tender Moments (Blue Note, 1968)

Con Tyrone Washington
- Natural Essence (Blue Note 1967)

Con Larry Young
- Of Love and Peace (Blue Note 1966)

Con Kamal Abdul-Alim
- Dance (1983)